# Distretto di Kruhlae
Il distretto di Kruhlae (in bielorusso Круглянскі раён?) è un distretto (raën) della Bielorussia appartenente alla regione di Mahilëŭ.